# Super Mario Bros. Deluxe
Super Mario Bros. Deluxe és una versió per a la consola portàtil Game Boy Color del videojoc de plataformes Super Mario Bros. de 1985 per a la NES. Inclou tots els nivells del joc original sense pràcticament modificar així com extres com un mode de desafiaments o part de Super Mario Bros.: The Lost Levels com a desbloquejable.
Va ser publicat l'any 1999 al mercat occidental i va tenir una tirada limitada al Japó a partir de l'any 2000, quan en certes botigues es podia copiar el joc en cartutxos exclusius. Descrit per alguns com el "joc estrella", va obtenir una puntuació mitjana a GameRankings del 92%, destacant la seva fidelitat al joc original i l'addició de nous modes, tot i que certs canvis en la jugabilitat per fer que la pantalla de la NES cabés en una Game Boy Color van suposar alguna queixa. El joc va mantenir-se en la llista de jocs més venuts durant dos anys.

## Modes de joc
- Original 1985. Els 32 nivells de Super Mario Bros.. Es pot escollir entre Mario i Luigi i es pot desar partida en qualsevol moment en una de les tres ranures disponibles.
- Challenge. Permet als jugadors tornar als nivells ja completats amb l'objectiu d'assolir una puntuació objectiu, recollint ítems com cinc monedes vermelles i un ou de Yoshi amagat en cada nivell.
- Super Mario Bros. for Super Players. Desbloquejable quan s'arriba als 300.000 punts en el mode Original 1985. Es tracta dels primers vuit mons de Super Mario Bros.: The Lost Levels, amb alguns canvis: sense la paleta exclusiva original, sense efectes de vent i sense les físiques exclusives d'en Luigi.
- High Scores. Puntuacions rècord. Mitjançant el port infraroig de la Game Boy Color, dos jugadors poden consultar-se puntuacions entre ells.
- You VS. Boo. Desbloquejable quan s'arriba als 100.000 punts en el mode Original 1985. El jugador competeix amb un Boo i ha d'arribar més aviat que ell a la meta en certs nivells exclusius d'aquest mode, on hi destaquen blocs que fan aparèixer o desaparèixer obstacles. El Boo pot travessar parets i pot augmentar de velocitat.
- VS Mode. Només jugable si es tenen dues consoles GBC connectades amb una Game Link Cable, permet a dos jugadors competir entre ells en nivells idèntics als que es troben a You VS. Boo.
- Toy Box. Inclou diversos minijocs que es van desbloquejant progressivament.
  - Fortune Teller és una ruleta que dona un missatge de bona o mala sort. Alguns missatges donen vides extra.
  - Mystery Room consta d'una sala amb la Princesa Peach o tots els Toads (Mushroom Retainers) que s'han anat salvant en el mode Original 1985. Cadascun d'ells pot incloure bàners, gràfics o animacions que es poden imprimir amb la Game Boy Printer i van afegint-se a l'Album.
  - Un calendari on es poden marcar dies amb missatges personalitzats.
  - Yoshi Is Here! indica on són amagats els ous de Yoshi en nivells escollits a l'atzar com a ajut per al mode Challenge.
- Album va recollint premis, icones, bàners i imatges dels personatges que es van desbloquejant a mesura que es compleixen certs criteris i que es poden imprimir amb el Game Boy Printer.